# Mesembrius merodontoides
Mesembrius merodontoides är en tvåvingeart som först beskrevs av Walker 1864.  Mesembrius merodontoides ingår i släktet Mesembrius och familjen blomflugor. Inga underarter finns listade i Catalogue of Life.